# For Blood and Empire
For Blood and Empire es el sexto álbum de estudio grabado por la banda de punk rock estadounidense Anti-Flag. 
Fue lanzado por la discográfica RCA Records el 21 de marzo del 2006.
La canción "This is the End (For You My Friend)" apareció en los vidoejuegos Madden NFL 07 y NHL 07. El tema "The Press Corpse" también apareció en el videojuego Tony Hawk's Downhill Jam.

## Lista de canciones
1. "I'd Tell You But..." – 2:10
2. "The Press Corpse" – 3:21
3. "Emigre" – 2:59*
4. "The Project For a New American Century" – 3:17
5. "Hymn For the Dead" – 3:39
6. "This Is the End (For You My Friend)" – 3:11
7. "1 Trillion Dollar$" – 2:30**
8. "State Funeral" – 2:01
9. "Confessions of an Economic Hit Man" – 2:43
10. "War Sucks, Let's Party!" – 2:18
11. "The W.T.O. Kills Farmers" – 3:32
12. "Cities Burn" – 3:03
13. "Depleted Uranium is a War Crime" – 4:07

## Personal
- Justin Sane – voz y guitarra
- Chris Barker "Chris #2" – bajo y voz
- Chris Head – guitarra
- Pat Thetic – batería